# Lutjanus maxweberi
Lutjanus maxweberi är en fiskart som beskrevs av Canna Maria Louise Popta 1921. Lutjanus maxweberi ingår i släktet Lutjanus och familjen Lutjanidae. Inga underarter finns listade i Catalogue of Life.